# Kendra Zanotto
Kendra Zanotto, född den 30 oktober 1981 i Los Gatos, USA, är en amerikansk konstsimmare.
Hon tog OS-brons i lagtävlingen i konstsim i samband med de olympiska konstsimstävlingarna 2004 i Aten.